# Kalatonjärvi (sjö, lat 68,42, long 22,93)
Kalatonjärvi är en sjö i Finland. Den ligger i kommunen Enontekis i landskapet Lappland, i den norra delen av landet, 900 km norr om huvudstaden Helsingfors. Kalatonjärvi ligger 321,6 meter över havet. Arean är 23,8 hektar och strandlinjen är 2,37 kilometer lång. Sjön  ingår i Torne älvs huvudavrinningsområde. 